# 伦德沃雅各布福
伦德沃雅各布福（匈牙利語：Lendvajakabfa）是匈牙利佐洛州所辖的一个村，总面积6.18平方公里，总人口28，人口密度4.5人/平方公里（2010年1月1日）。